# Friuli Grave bianco
Le Friuli Grave bianco est un vin italien produit dans la région Frioul-Vénétie Julienne, doté d'une appellation DOC depuis le 1er octobre 1985. Seuls ont droit à la DOC les vins blancs récoltés à l'intérieur de l'aire de production définie par le décret.

## Caractéristiques organoleptiques
- couleur : jaune paille à jaune doré
- odeur : caractéristique, fin
- saveur : harmonique, sèche

Le Friuli Grave bianco se déguste à une température comprise entre 8 et 10 °C. Il se boit jeune.

## Production
Province, saison, volume en hectolitres :
- Udine (1994/95) : 50,05 hL
- Udine (1996/97) : 50,02 hL